# Here at Last... Bee Gees... Live
Albums de Bee Gees
Children of the World
(1976) Saturday Night Fever
(1977)
Here at Last... Bee Gees... Live est le premier album live des Bee Gees, sorti en mai 1977. Il atteint dans les ventes la place de numéro 8 aux États-Unis, numéro 8 en Australie, numéro 1 en Nouvelle-Zélande et numéro 2 en Espagne. Il s'est vendu dans le monde à 4,6 millions d'exemplaires.

## Titres
Toutes les chansons sont de Barry, Robin et Maurice Gibb, sauf mention contraire.

### Face 1
1. I've Gotta Get a Message to You - 4:02
2. Love So Right - 4:47
3. Edge of the Universe (Barry Gibb, Robin Gibb) - 5:15
4. Come On Over (Barry Gibb/Robin Gibb) - 3:25
5. Can't Keep a Good Man Down - 4:47

### Face 2
1. Medley - 19:56
  - New York Mining Disaster 1941 (Barry Gibb, Robin Gibb) - 2:16
  - Run to Me / World - 2:33
  - Holiday / I Can't See Nobody / I Started a Joke / Massachusetts - 7:14
  - How Can You Mend a Broken Heart? (Barry Gibb, Robin Gibb) - 3:45
  - To Love Somebody (Barry Gibb, Robin Gibb) - 4:08

### Face 3
1. You Should Be Dancing - 9:22
2. Boogie Child - 5:02
3. Down the Road (Barry Gibb, Robin Gibb) - 4:32
4. Words - 4:19

### Face 4
1. Wind of Change (Barry Gibb, Robin Gibb) - 4:42
2. Nights on Broadway - 4:41
3. Jive Talkin' - 5:03
4. Lonely Days - 4:12

## Musiciens
- Barry Gibb : chant, guitare rythmique
- Robin Gibb : chant
- Maurice Gibb : basse, chœurs
- Alan Kendall : guitare solo
- Blue Weaver : claviers
- Dennis Bryon : batterie

## Musiciens additionnels
- Geoff Westley – claviers
- Joey Murcia – guitare rythmique
- Joe Lala – percussions

- The Boneroo ; Cuivres
- Peter Graves
- Whit Sidener
- Ken Faulk
- Peter Ballin
- Jeff Kievit
- Stan Webb

## Personnel additionnel
- Geoff Westley : claviers
- Joey Murcia : guitare
- Joe Lala : percussions
- The Boneroo Horns (Peter Graves, Whit Sidener, Ken Faulk, Peter Ballin, Jeff Kievit, Stan Webb) : cuivres